# Pan Sonic
A Pan Sonic finn elektronikus zenei együttes volt 1993-tól 2009-ig.

## Története
Az együttes Turku városában alakult, Panasonic néven. Az ugyanilyen nevű cég perrel fenyegette a zenekart, így az 1999-es albumuk már a "Pan Sonic" név alatt jelent meg. A Panasonic nevet 1993-tól 1998-ig használták. Több kiadványt is megjelentettek. 2009-ben feloszlottak, Mika Vainio és Ilpo Väisänen pedig új projektekbe kezdtek. Vainio 2017-ben elhunyt, 53 éves korában. Az együttes a noise, techno, elektronikus zene és experimental műfajokban játszik.

## Tagok
- Mika Vainio
- Ilpo Väisänen
- Sami Salo

## Diszkográfia
- Vakio (1995)
- Kulma (1997)
- Endless (1998)
- A (1999)
- Aaltopiiri (2001)
- Kesto (234.48:4) (2004)
- Resurrection River (2005)
- Nine Suggestions (2005)
- Katodivaihe (2007)
- Gravitoni (2010)
- Synergy Between Mercy and Self-Annihilation Overturned (2010)
- Atomin paluu (2016)